# Ofelia Solís
Ofelia Solís Garza (Coatzacoalcos, Veracruz, México, 27 de febrero de 1996), conocida como Ofelia Solís, es una futbolista mexicana. Juega como portera en Tigres de la Primera División Femenil de México.

## Clubes
| Club        | País   | Año       |
| ----------- | ------ | --------- |
| Tigres UANL | México | 2017-2025 |

## Palmarés

### Títulos nacionales
| Título          | Club        | País   | Año      |
| --------------- | ----------- | ------ | -------- |
| Liga MX Femenil | Tigres UANL | México | Cl. 2018 |
| Liga MX Femenil | Tigres UANL | México | Cl. 2019 |
| Liga MX Femenil | Tigres UANL | México | 2020     |
| Liga MX Femenil | Tigres UANL | México | Cl. 2021 |